# Prijezdić
Prijezdić (Servisch cyrillisch Приједић) is een plaats in de Servische gemeente Valjevo. De plaats telt 340 inwoners (2002).

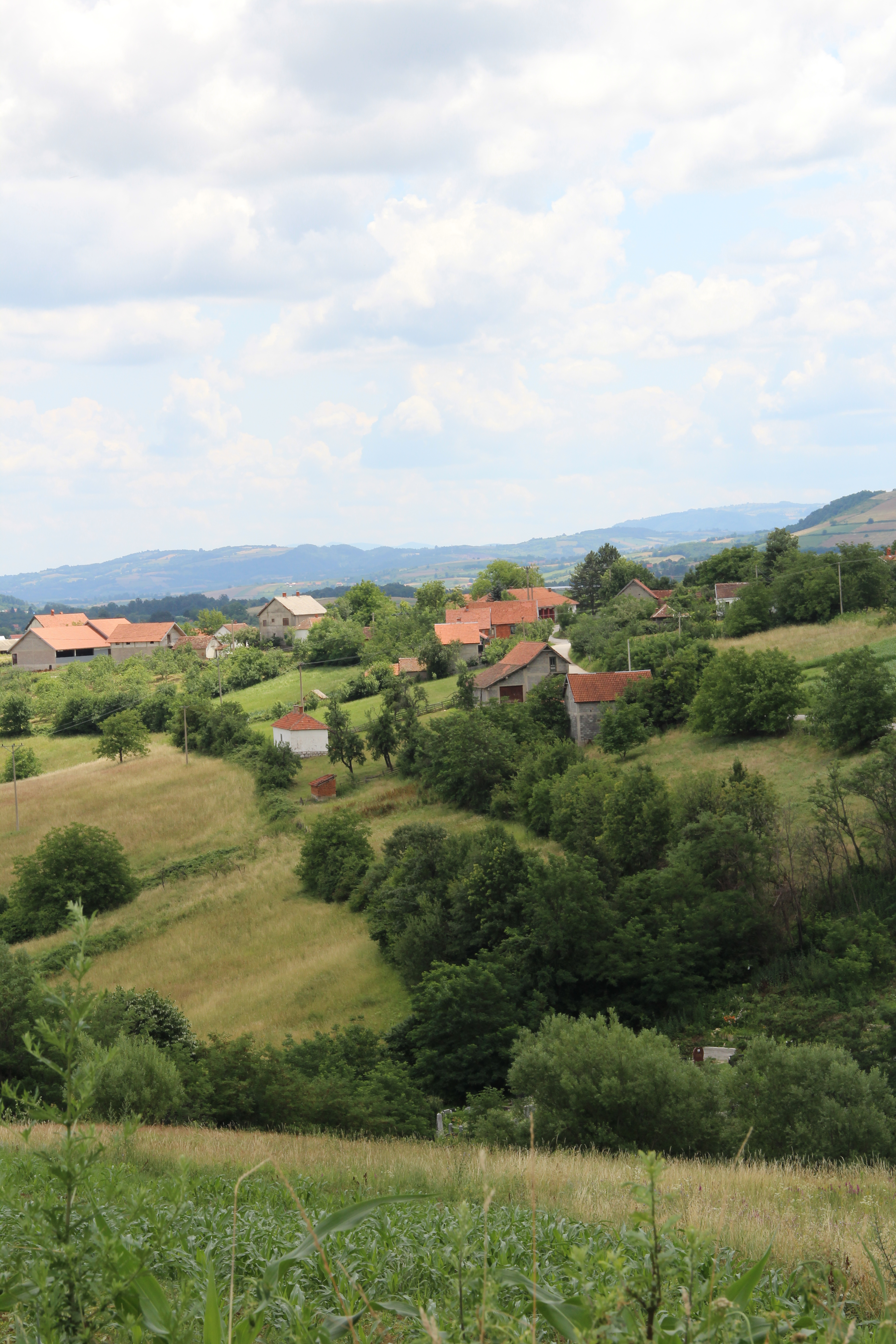
Prijezdić - panorama
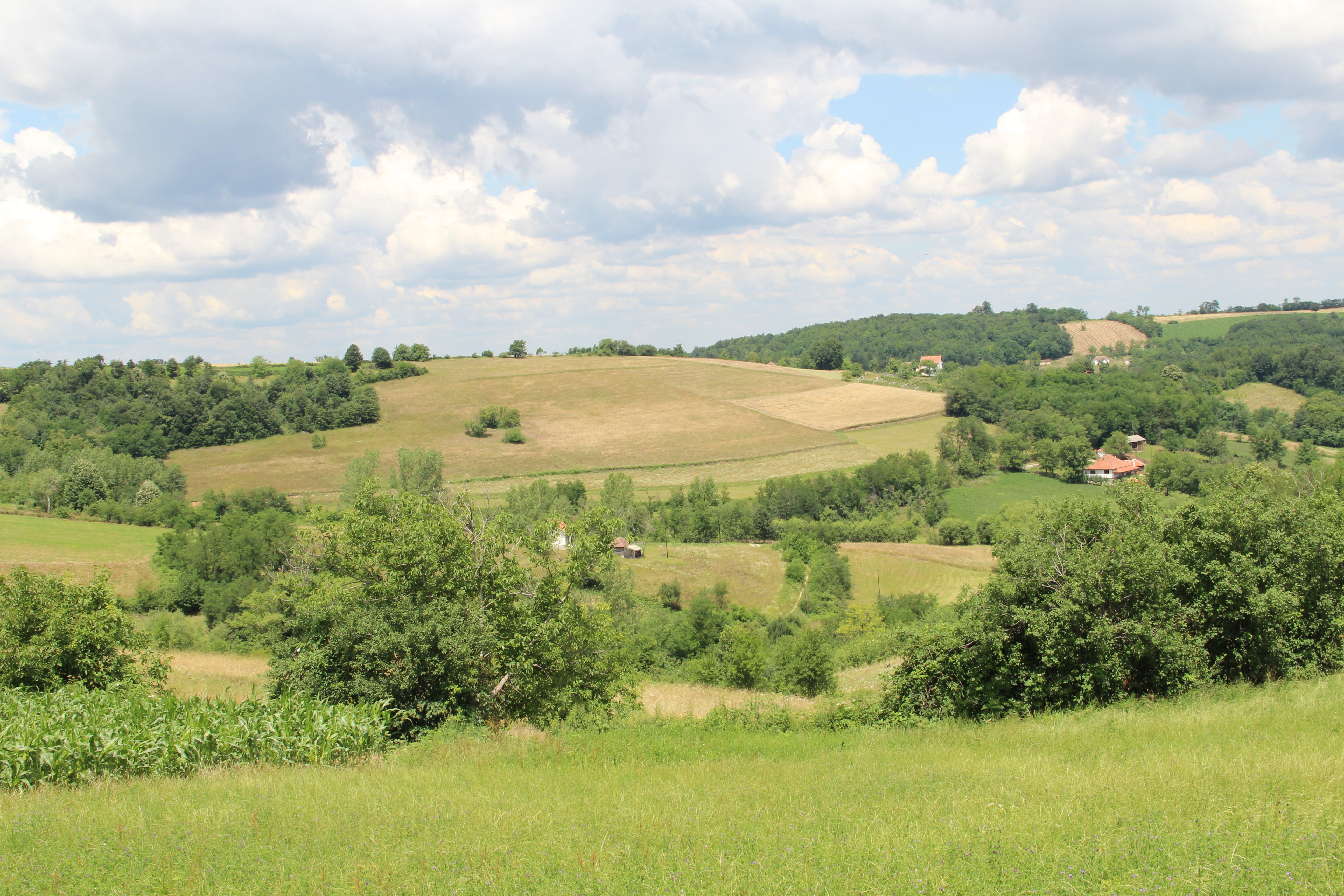
Prijezdić - panorama
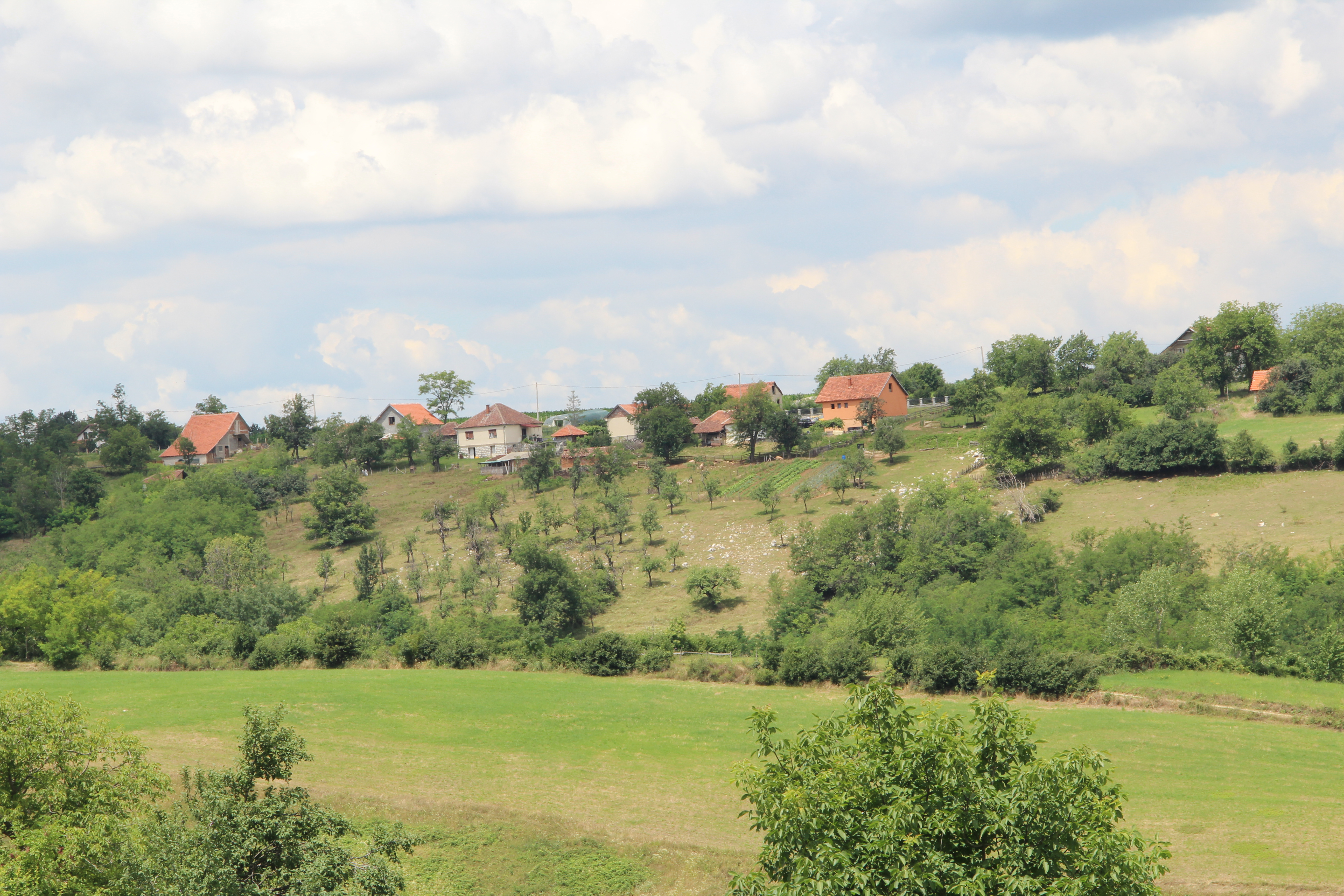
Prijezdić - panorama
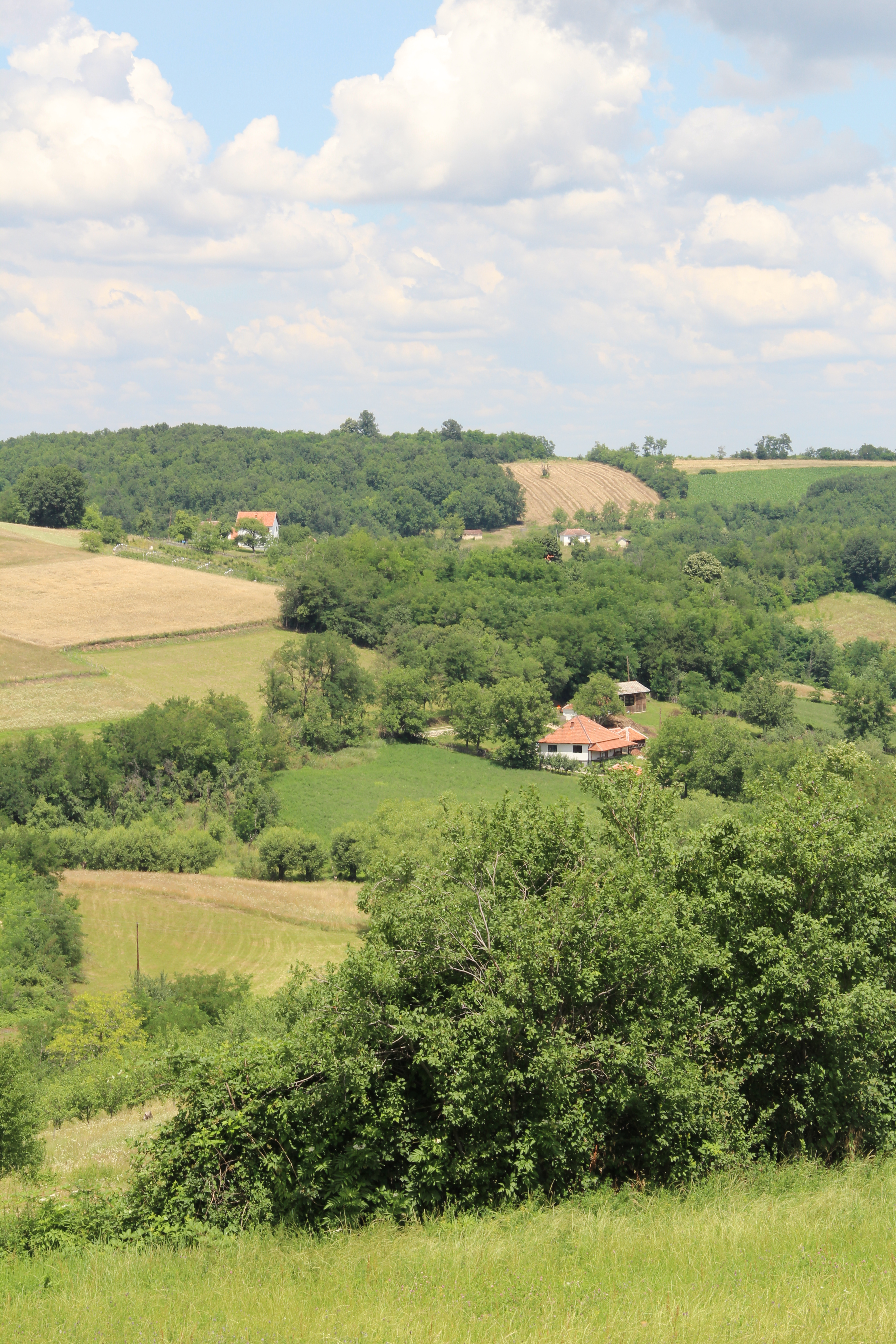
Prijezdić - panorama
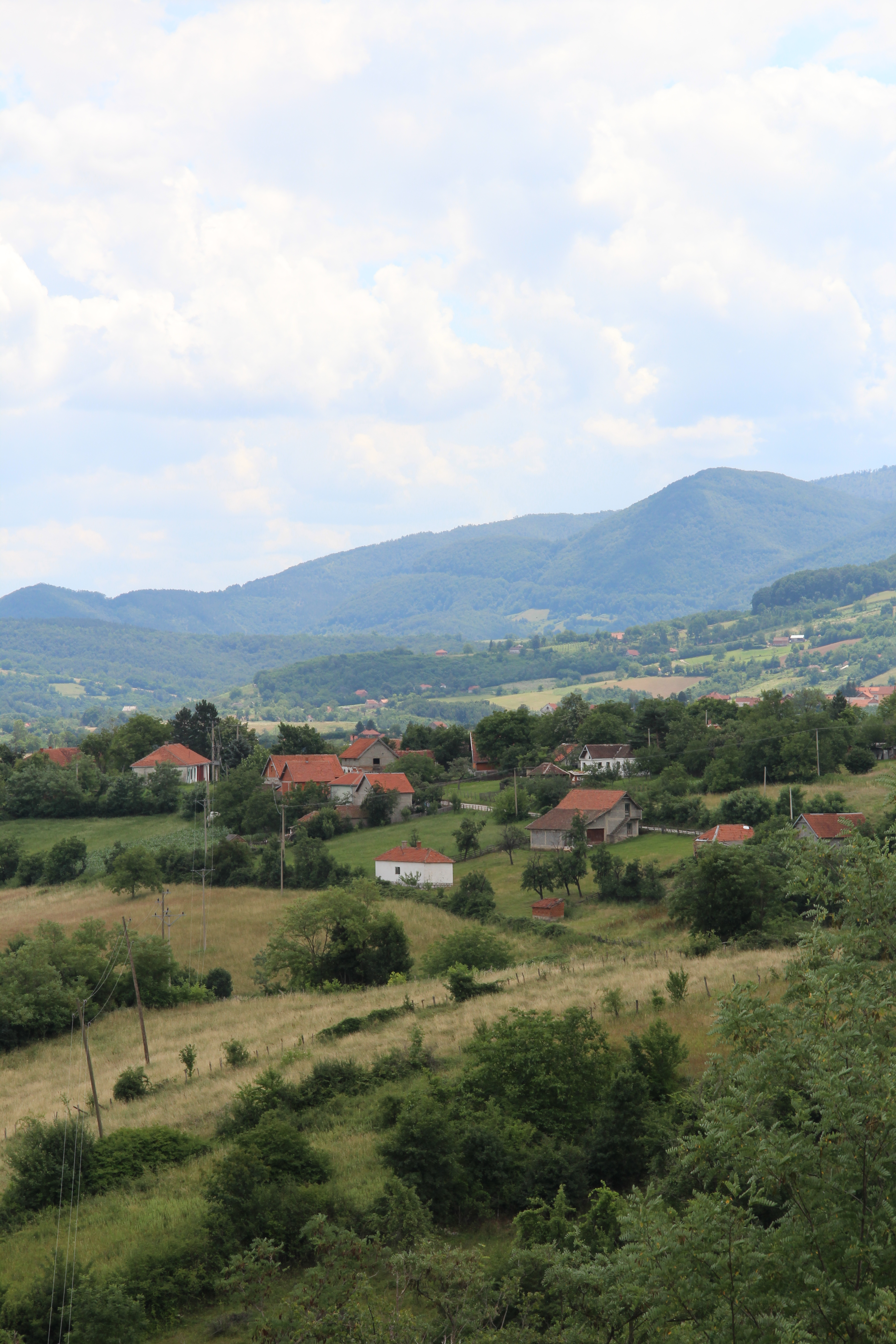
Prijezdić - panorama
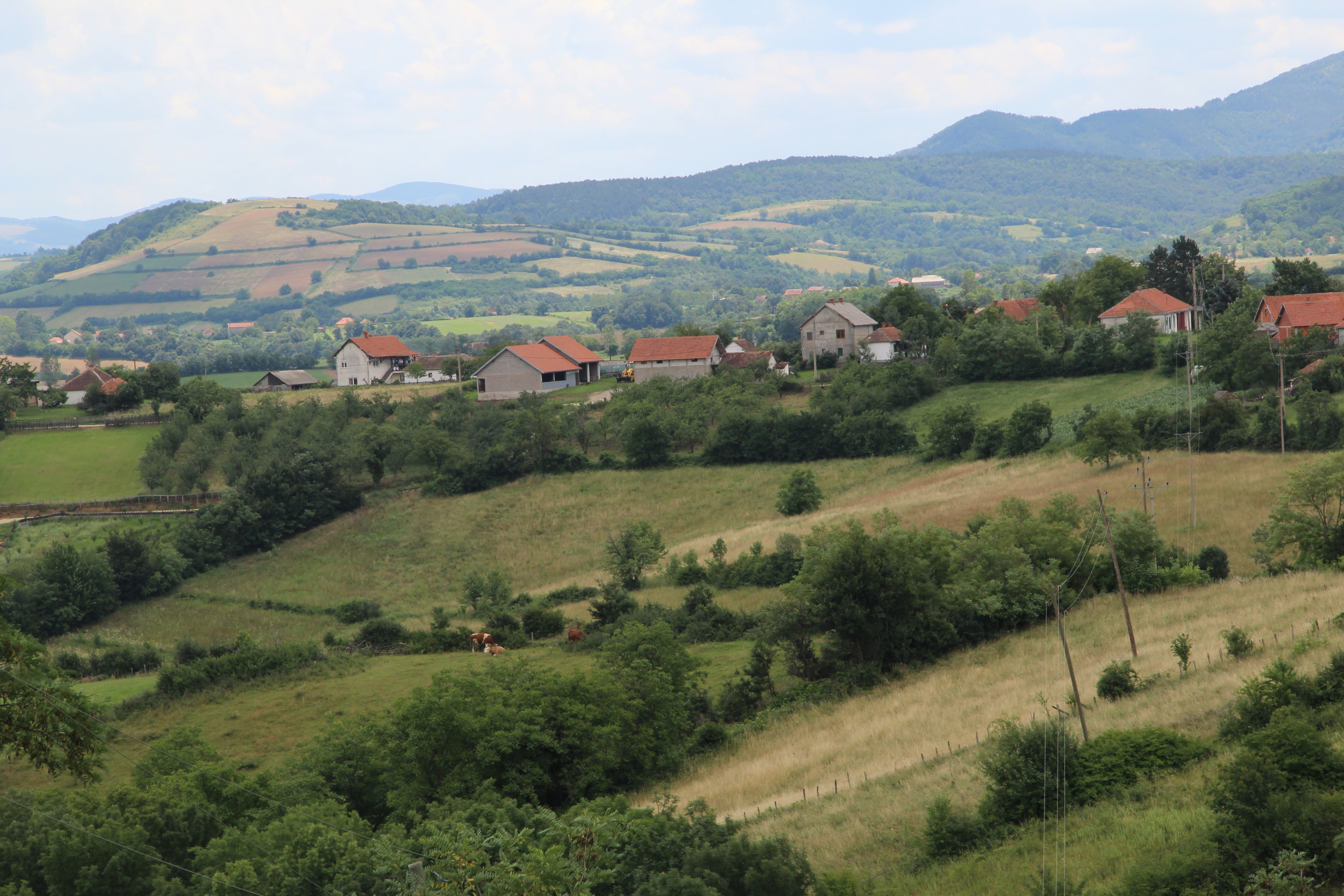
Prijezdić - panorama
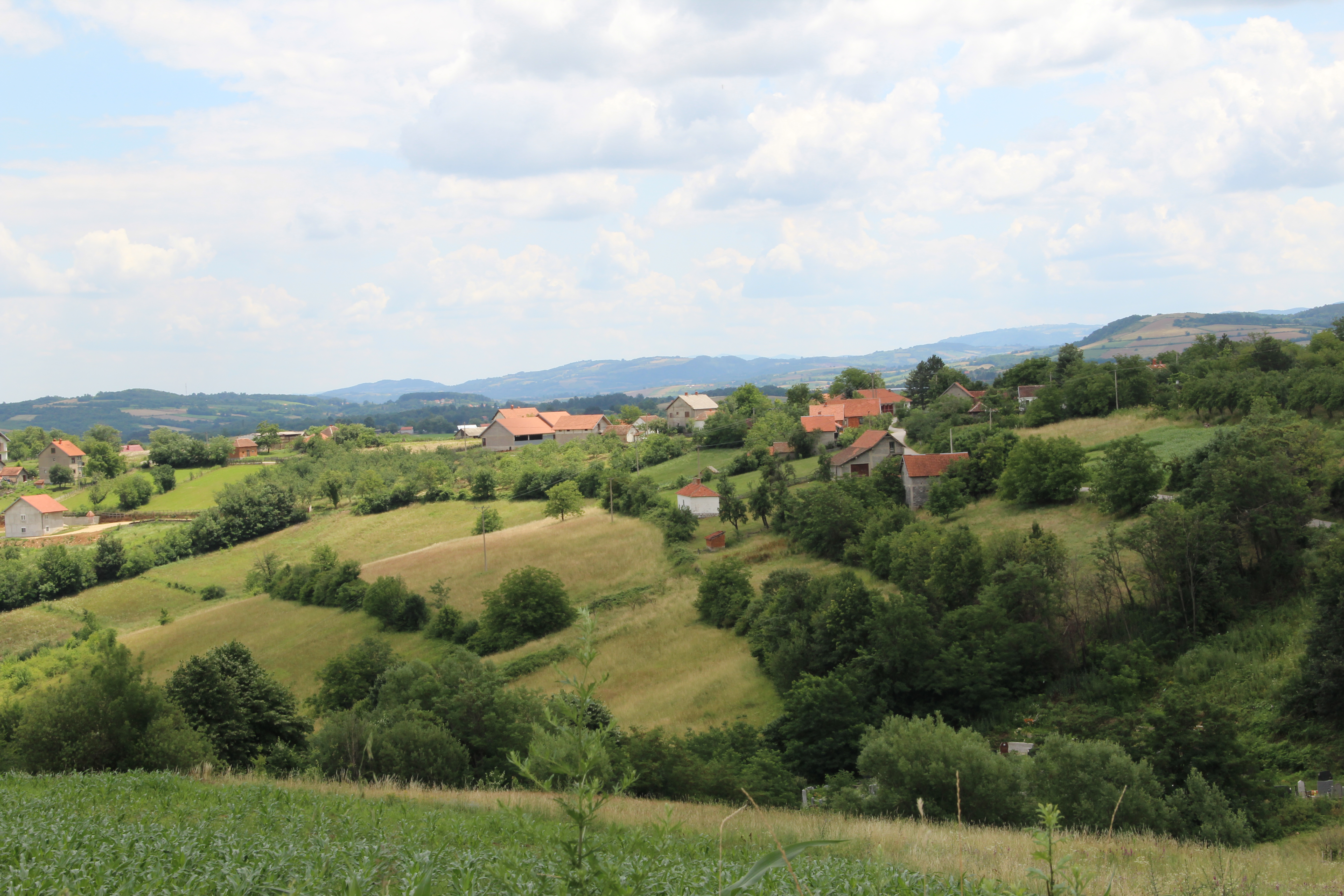
Prijezdić - panorama
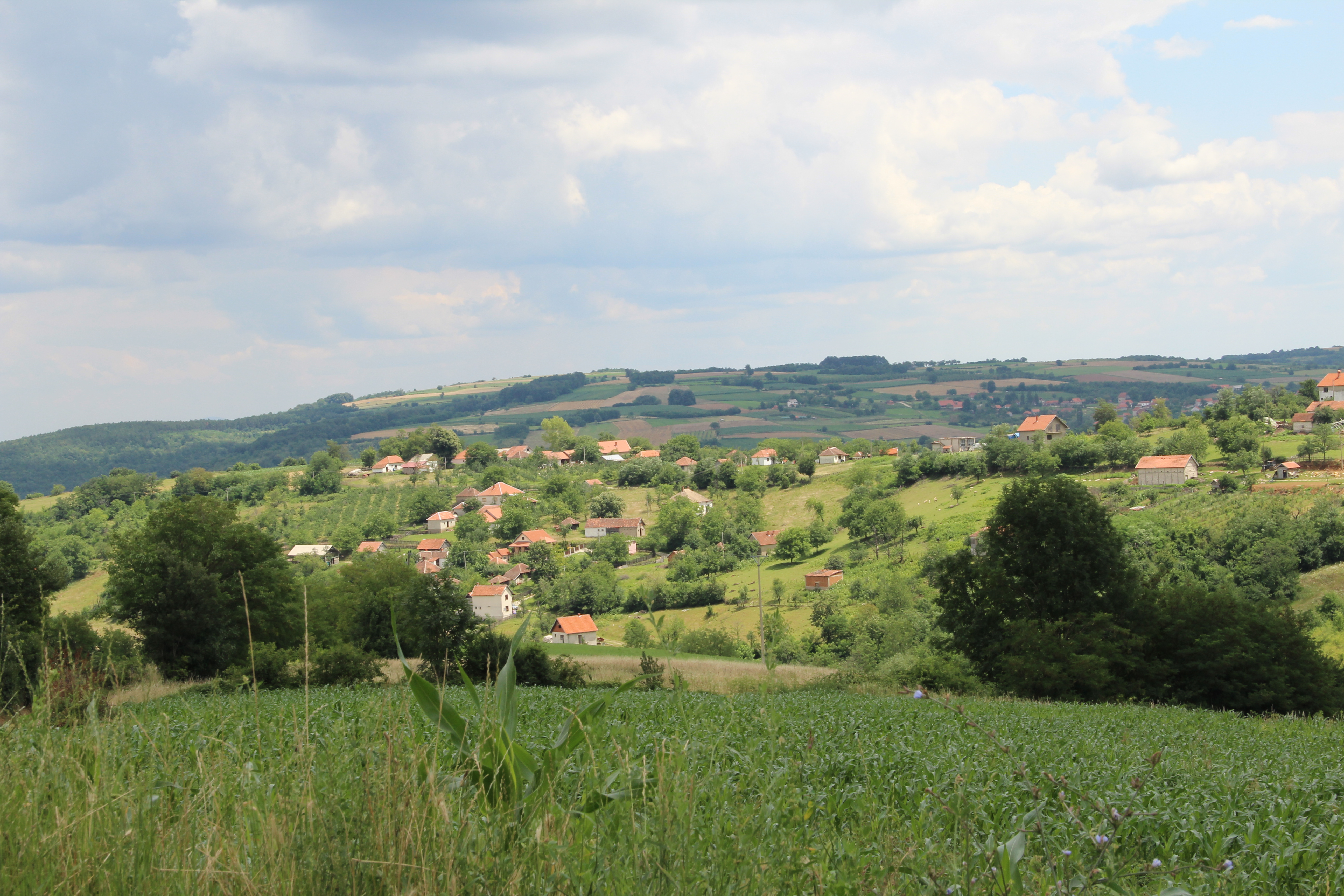
Prijezdić - panorama